# Referéndum de independencia de Nueva Caledonia de 1987
El referéndum de independencia de Nueva Caledonia de 1987 se llevó a cabo el 13 de septiembre de ese año. Los habitantes de dicho territorio tuvieron la opción de elegir entre permanecer como parte de Francia o ser un estado independiente. La negativa a la opción independentista resultó ganadora con el 98.30 % de los votos.

## Contexto
Por 325 votos contra 249, el parlamento francés aprobó una ley el 15 de abril de 1984 sobre la celebración de un referéndum de independencia en Nueva Caledonia. Por tal motivo, algunos movimientos independentistas como el Frente Kanak y Socialista de Liberación Nacional boicotearon el referéndum.

## Resultados
|  | 98.30 % |

|  | 1.70 % |

|  | 100 % |

|  | 59.10 % |